# کاسال‌ماجیوره
کاسال‌ماجیوره (به ایتالیایی: Casalmaggiore) یک کومونه در ایتالیا است که در استان کریمونا واقع شده‌است. کاسال‌ماجیوره ۶۰ کیلومتر مربع مساحت و ۱۵٬۴۰۷ نفر جمعیت دارد و ۲۶ متر بالاتر از سطح دریا واقع شده‌است.